# Alluaudomyia hygropetrica
Alluaudomyia hygropetrica är en tvåvingeart som beskrevs av Vaillant 1954. Alluaudomyia hygropetrica ingår i släktet Alluaudomyia och familjen svidknott. Inga underarter finns listade i Catalogue of Life.